# Перт Амбој
Перт Амбој (енгл. Perth Amboy) град је у америчкој савезној држави Њу Џерзи. По попису становништва из 2010. у њему је живело 50.814 становника.

## Демографија
Према попису становништва из 2010. у граду је живело 50.814 становника, што је 3.511 (7,4%) становника више него 2000. године.
| Група             | 2000.          | 2010.          |
| Белци             | 8.919 (18,9%)  | 6.104 (12,0%)  |
| Афроамериканци    | 4.749 (10,0%)  | 5.358 (10,5%)  |
| Азијати           | 723 (1,5%)     | 859 (1,7%)     |
| Хиспаноамериканци | 33.033 (69,8%) | 39.685 (78,1%) |
| Укупно            | 47.303         | 50.814         |